# So Help Me Todd
So Help Me Todd is een Amerikaanse juridische comedy-dramaserie, die door CBS uitgezonden werd van 29 september 2022 tot 16 mei 2024, met in de hoofdrollen Marcia Gay Harden en Skylar Astin. De serie volgt een getalenteerde maar stuurloze privédetective die met tegenzin instemt om te werken bij het advocatenkantoor van zijn dominante moeder. Er werden twee seizoenen geproduceerd. In Vlaanderen was de serie te zien op Play5 en in Nederland op NET5.

## Verhaal
So Help Me Todd draait om Todd, een getalenteerde privédetective die maar wat aanmoddert in zijn leven en het zwarte schaap van zijn familie is. Nadat zijn vastberaden moeder Margaret er twee jaar geleden in geslaagd is om een aanklacht tegen Todd te laten seponeren, stemt hij met tegenzin in om als intern rechercheur bij haar advocatenkantoor in Portland (Oregon) te gaan werken. Margaret gelooft in een strikte naleving van de wet, terwijl Todd bekend staat om zijn creatieve interpretatie van de wet om tot resultaten te komen.

## Rolverdeling

### Hoofdrollen en bijrollen
Legenda
 = Hoofdrol
 = Bijrol
 = Gastrol
 = Geen rol
| Acteur            | Personage       | S1 | S2 | Afl. |
| ----------------- | --------------- | -- | -- | ---- |
| Marcia Gay Harden | Margaret Wright | 21 | 10 | 31   |
| Skylar Astin      | Todd            | 21 | 10 | 31   |
| Madeline Wise     | Allison         | 21 | 10 | 31   |
| Tristen J. Winger | Lyle            | 21 | 10 | 31   |
| Inga Schlingmann  | Susan           | 21 | 10 | 31   |
| Rosa Arredondo    | Francey         | 21 | 10 | 31   |
| Clayton James     | Chuck Grant     | 13 | 1  | 14   |
| Leslie Silva      | Beverly Crest   | 6  | 5  | 11   |
| Jeffrey Nordling  | Gus Easton      | 5  | 5  | 10   |
| Matthew Wilkas    | Lawrence        | 3  | 2  | 5    |
| Heather Morris    | Judy Maxon      |    | 5  | 5    |
| Mark Moses        | Harry           | 2  | 2  | 4    |
| Rob Labelle       | Lars Boatman    | 3  | 1  | 4    |
| Vinessa Antoine   | Alex            | 1  | 3  | 4    |

## Afleveringen

### Seizoen 1
1. Pilot
2. Co-Pilot
3. Second Second Chance
4. Corduroy Briefs
5. Let the Wright One In
6. So Help Me Pod
7. Long Lost Lawrence
8. Big Bang Theories
9. Swipe Wright
10. The Devil You Know
11. Side Effects May Include Murder
12. Psilo-Sibling
13. Wall of Fire
14. Against All Todds
15. Ivan the Terrible
16. Twelve Worried Persons
17. The First Date Is the Deepest
18. Gloom and Boom
19. 86'd
20. More Fang for Your Chuck
21. Are You There Todd? It's Me, Margaret

### Seizoen 2
1. Iceland Was Horrible
2. Your Day in Court
3. The Queen of Courts
4. Dial Margaret for Murder
5. End on a High Note
6. Is the Jury Out?
7. Faux-Bituary
8. P.I.'s Wide Shut
9. The Broker
10. The Tooth Is Out There

## Ontvangst
De serie behaalde een score van 56% (9 beoordelingen) op Rotten Tomatoes. Op Metacritic kreeg de serie een score van 51 op 100 (6 beoordelingen), wat duidt op "gemengde of middelmatige recensies".